# 식소구

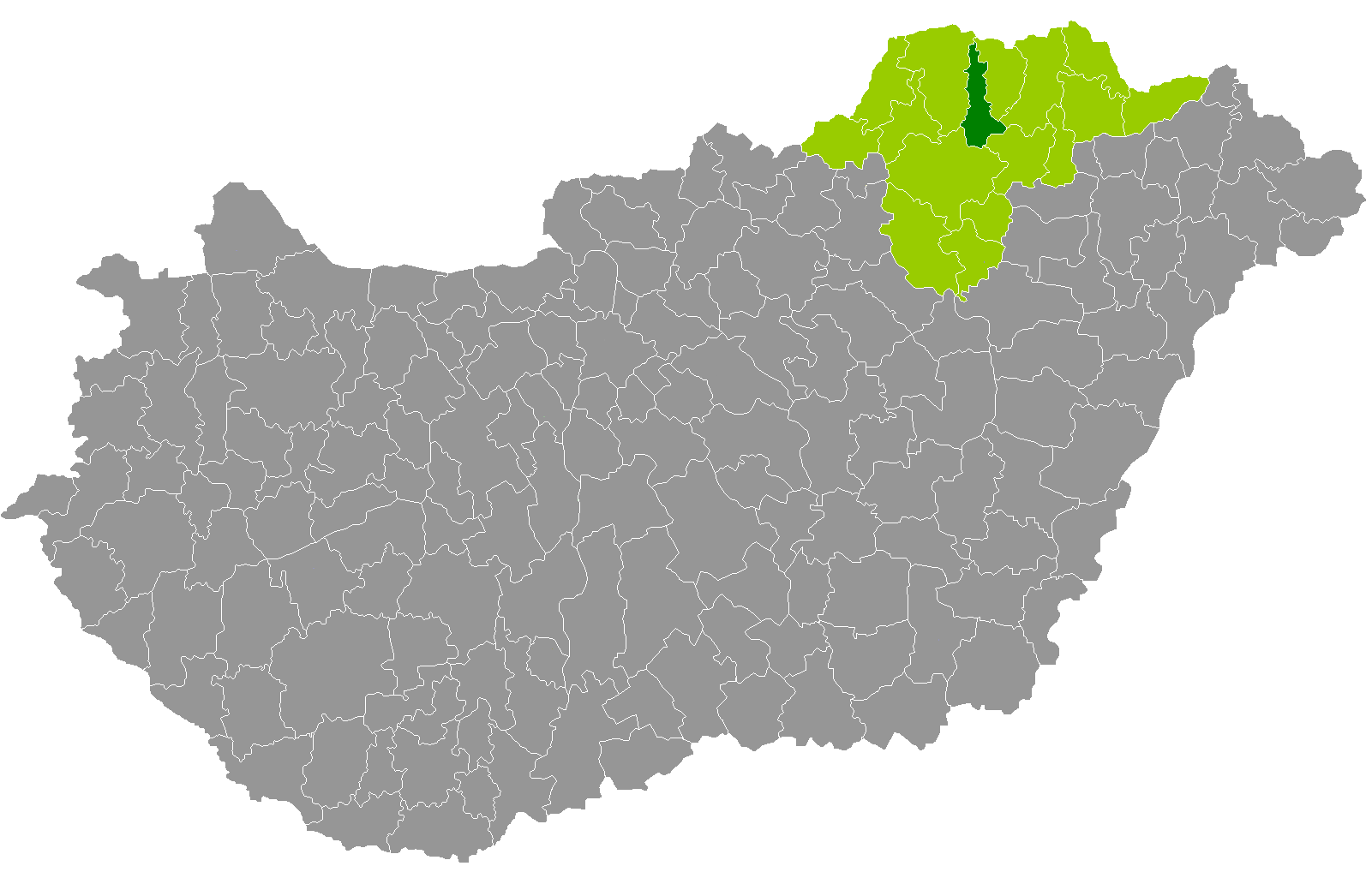
보르쇼드어버우이젬플렌주 지도에 표시된 식소구의 위치

식소구(헝가리어: Szikszói járás)는 헝가리 보르쇼드어버우이젬플렌주에 위치한 구로 구청 소재지는 식소이며 면적은 309.25km2, 인구는 17,507명(2011년 기준), 인구 밀도는 57명/km2이다.
북동쪽으로는 엔치구, 남동쪽으로는 세렌치구, 남서쪽으로는 미슈콜츠구, 서쪽으로는 에델레니구와 접한다. 24개 지방 자치체(1개 시, 23개 마을)를 관할한다.

구 문장